# Max i szczurza ferajna
Max i szczurza ferajna (ang. Capitol Critters, 1992) – amerykański serial animowany stworzony przez Nata Mauldina, Stevena Bochco i Michaela Wagnera. Wyprodukowany przez Steven Bochco Production, Hanna-Barbera Cartoons i 20th Century Fox Television.
Światowa premiera serialu miała miejsce 31 stycznia 1992 roku na antenie ABC. Ostatni odcinek serial został wyemitowany 17 kwietnia 1992 roku. W Polsce serial nadawany był dawniej na kanale TVP2 od 5 września 1994 roku.

## Obsada
- Neil Patrick Harris – Max
- Charlie Adler – Jammett
- Patti Deutsch – Trixie
- Jennifer Darling – Berkeley
- Dorian Harewood – Moze
- Bobcat Goldthwait – Muggle

i inni

## Spis odcinków
| N/o            | Tytuł angielski                              |
| -------------- | -------------------------------------------- |
|                |                                              |
| SERIA PIERWSZA |                                              |
|                |                                              |
| 01             | Max Goes to Washington                       |
|                |                                              |
| 02             | Of Thee I Sting                              |
|                |                                              |
| 03             | The Rat to Bear Arms                         |
|                |                                              |
| 04             | Hat & Mouse                                  |
|                |                                              |
| 05             | A Little Romance                             |
|                |                                              |
| 06             | Opie's Choice                                |
|                |                                              |
| 07             | An Embarrassment of Roaches                  |
|                |                                              |
| 08             | Into the Woods                               |
|                |                                              |
| 09             | Gimme Shelter                                |
|                |                                              |
| 10             | The KiloWatts Riots                          |
|                |                                              |
| 11             | The Bug House                                |
|                |                                              |
| 12             | The Lady Doth Protest to Munch               |
|                |                                              |
| 13             | If Lovin' You Is Wrong, I Don't Wanna Be Rat |
|                |                                              |